# Jale
Jale is een Duits historisch merk van motorfietsen.
De bedrijfsnaam was: Motorradbau Jakob Lehner, München.
Jakob Lehner begon in 1923 met de productie van zelf ontwikkelde, lichte motorfietsen met 200cc-tweetaktmotoren, die waarschijnlijk uit eigen productie kwamen. In datzelfde jaar ontstonden meer dan 200 van dergelijke kleine motorfietsmerken in Duitsland, waarvan het merendeel goedkoper kon produceren door gebruik te maken van inbouwmotoren van grotere merken. De concurrentie was zeer groot, terwijl deze kleine producenten klandizie moesten vinden in de eigen regio. In een grote stad als München kon een klein merk als Jale niet overleven en de productie werd al in 1924 of 1925 beëindigd. Dat gebeurde overigens ook met meer dan 150 van zijn concurrenten.